# Neottianthe oblonga
Neottianthe oblonga är en orkidéart som beskrevs av Kai Yung Lang. Neottianthe oblonga ingår i släktet Neottianthe och familjen orkidéer. Inga underarter finns listade i Catalogue of Life.